# Rue de Viarmes
La rue de Viarmes est une rue du 1er arrondissement de Paris.

## Situation et accès
Elle s'étend de la rue Sauval à la rue Clémence-Royer.
Elle a la caractéristique d’être semi-circulaire sur 125 m, longeant la façade ouest de la Bourse de commerce de Paris.
Ce site est desservi par la station de métro Louvre - Rivoli.
Voies contiguës ou traversées
- Rue Adolphe-Jullien
- Porte du Louvre
- Allée Louis-Aragon
- Allée Blaise-Cendrars

## Origine du nom
Cette voie porte le nom du prévôt des marchands de Paris, Jean-Baptiste de Pontcarré de Viarmes, qui avait fait reconstruire l’ancienne Halle au blé, devenue Bourse du commerce.

## Historique

### Création de la rue dans les années 1760
Le lotissement des terrains de l'ancien hôtel de Soissons est autorisé par lettres-patentes du 25 novembre 1762, enregistrées en parlement le 22 décembre suivant. 
Cette rue circulaire est percée en avril 1765 autour de la nouvelle Halle aux grains et farines (actuelle Bourse du commerce),. Contrairement aux six autres rues percées au même moment à l'emplacement de l'hôtel (rue Oblin, rue Vannes, rue de Varennes, rue Babille, rue Mercier et rue Sartine) dont la largeur est fixée à 24 pieds, celle de la rue de Viarmes est fixée à 39 pieds.

Percement de la rue de Viarmes
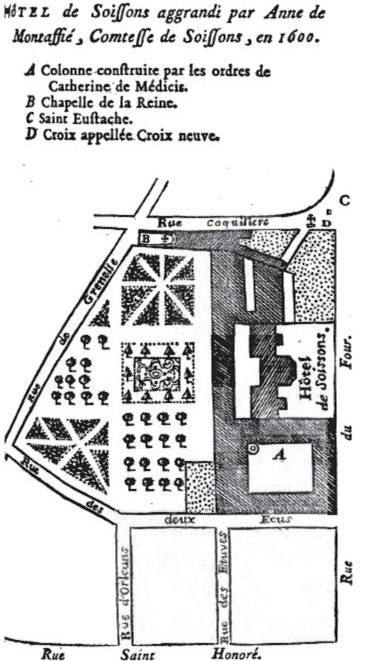
1600 - Hôtel de Soissons.
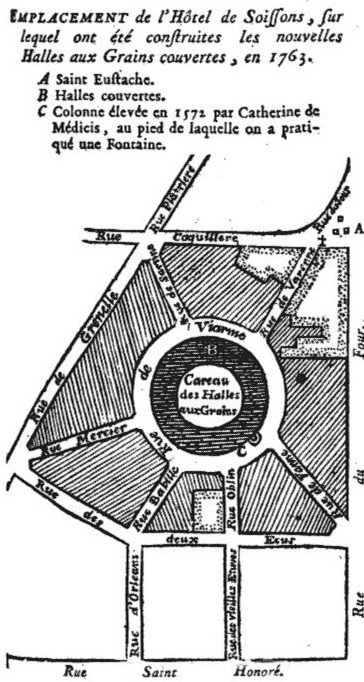
1763 - Halles aux Grains.

En 1849, la largeur de la voie est fixée à 12,70 mètres

### Transformation de la rue des années 1880 aux années 1970
La rue subit d'importants travaux dans le cadre des transformations de Paris sous le Second Empire. 
Un décret d'avril 1860 prévoit l'extension du périmètre des halles centrales de Paris « au moyen de l’établissement de deux nouveaux pavillons qui seront construits sur l'emplacement de l'îlot de maisons situé entre les rues du Four et de Viarmes et des rues de Vannes et Oblin à supprimer ». En juin de la même année, le décret déclarant d'utilité publique le percement de la rue du Louvre prévoit la « régularisation des abords de la halle au blé, du côté de l'ouest », ce qui entraine la disparition de la rue Sartine, de la rue Mercier et de la rue Babille qui donnaient dans la rue de Viarmes. 
Ces deux décrets ne sont pas appliqués immédiatement. Le décret de juin 1860 est mis en application à la fin des années 1880. Après qu'un arrêté préfectoral du 4 décembre 1886 a déclaré cessible immédiatement les propriétés pour le dégagement des abords de la bourse de commerce à l'ouest, les immeubles sont démolis en juillet-août 1887. Les immeubles la bordant sont décrits, en 1887, comme étant « vieux et généralement malsains » . La rue est alors élargie à l'ouest et les deux ilots d'immeubles à colonnades encadrant la rue Adolphe-Jullien, nouvellement créée, (nos 1 à 29) sont alors construits.
En 1884 est apposée sur le mur ouest de la halle, face au no 6 de la rue, l’inscription suivante : « Sur l’emplacement de la Halle au blé et des rues avoisinantes s’élevait l’hôtel de la reine, nommé plus tard hôtel de Soissons, construit pour Catherine de Médicis en 1572, par Philibert Delorme - La colonne astronomique, dernier vestige de cet hôtel, fut rachetée et conservée, en 1748, par Petit de Bachaumont et donnée par lui à la ville de Paris ».
Le décret d'avril 1860 n'est mis à exécution que dans les années 1930. Un arrêté préfectoral du 27 septembre 1930 déclare les immeubles de la rue Vannes et de la rue Oblin cessibles et ils sont démolis en 1934. Les pavillons nos 1 et 2 sont alors construits en 1936,,.
Les halles centrales sont détruites dans les années 1970. La section est de la rue est définitivement déclassée par l'arrêté préfectoral du 17 août 1973,. L'actuel jardin Nelson-Mandela est aménagé à leur emplacement.

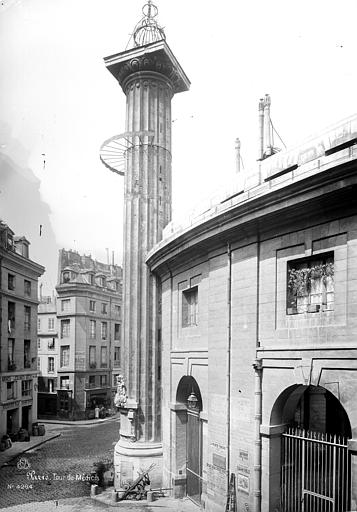
La rue de Viarmes et la colonne Médicis en mars 1884
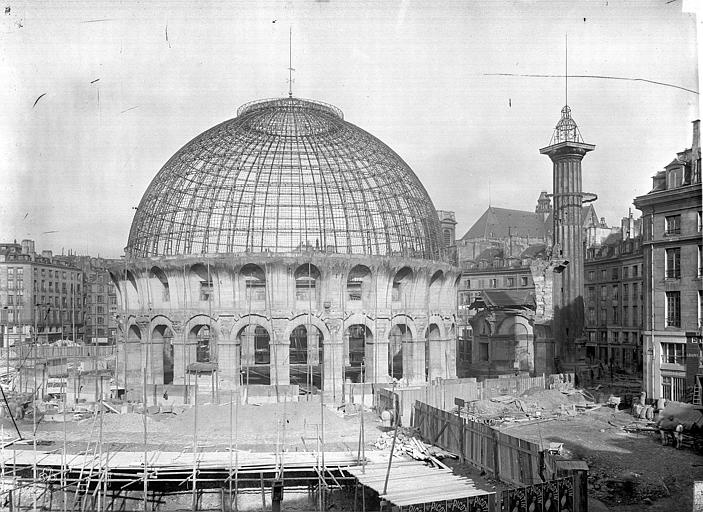
La rue de Viarmes au moment de la démolition de l'ancienne halle au blé

## Bâtiments remarquables et lieux de mémoire
- Les immeubles à colonnade bordant la rue, « dans le genre des galeries de la rue de Rivoli », sont en cours d’achèvement en janvier 1889, celui de droite est aménagé en hôtel, l’autre en maison de rapport[14].
- Au no 2, la Bourse de commerce de Paris.
- Au sud-est, la colonne de l’ancien hôtel de Soissons, appelée « colonne Médicis » ou « colonne astrologique de Ruggieri ».

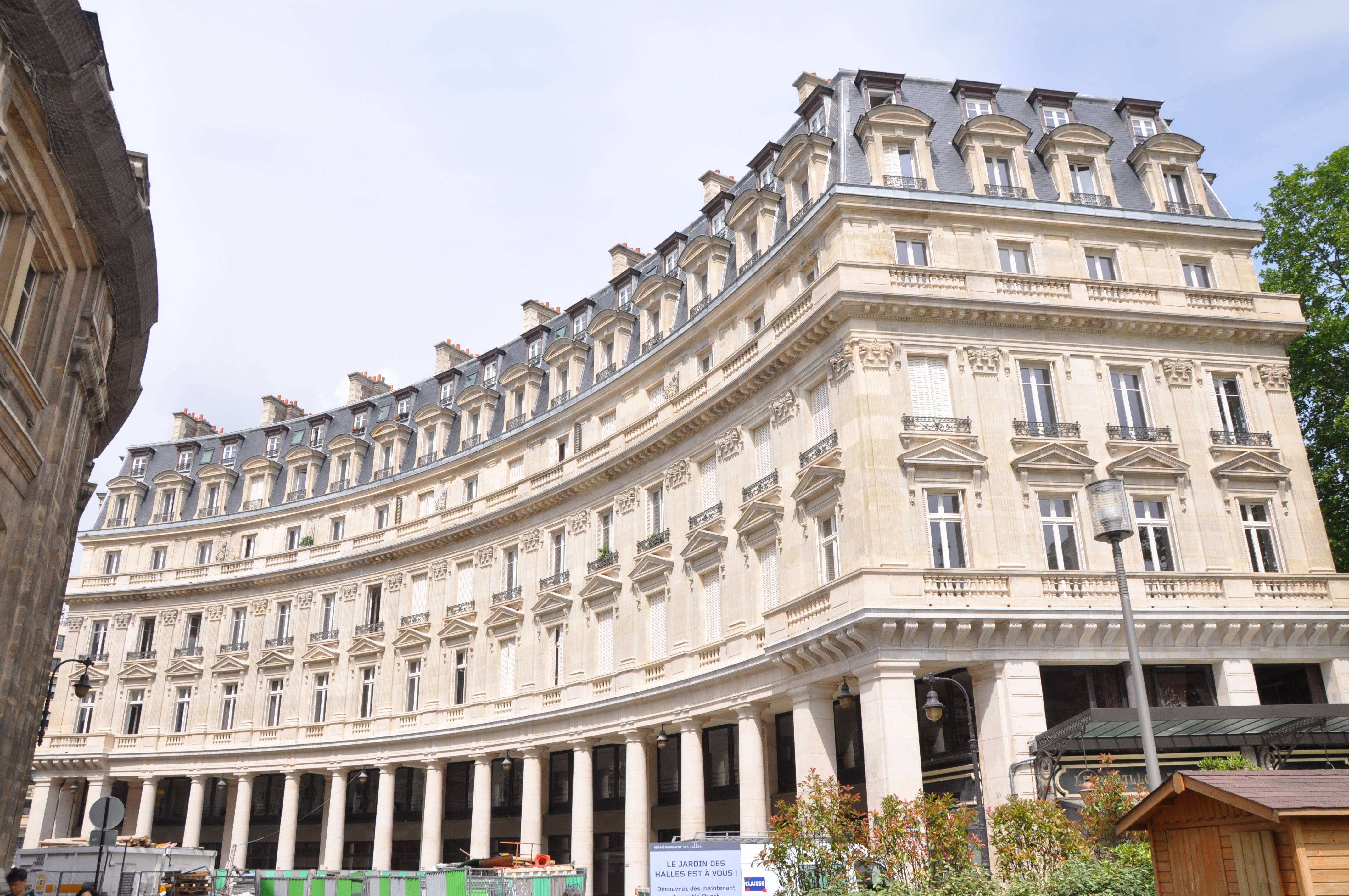
Rue de Viarmes.
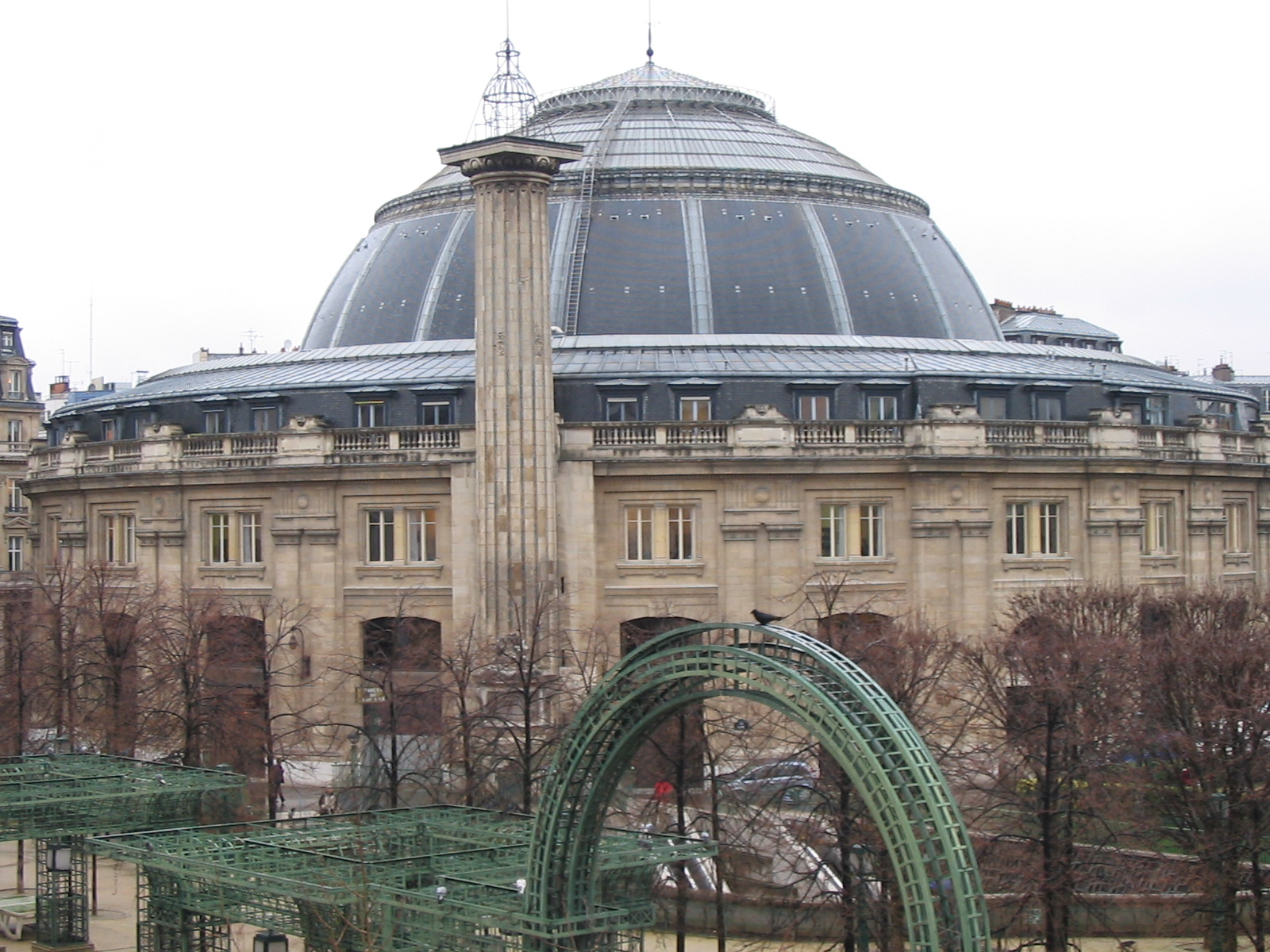
Bourse de commerce de Paris et la colonne Médicis.

## Pour approfondir